# لایوش‌کوماروم
لایوش‌کوماروم (به مجاری:  Lajoskomárom) یک منطقهٔ مسکونی در مجارستان است که در ناحیه انیینگ واقع شده‌است. لایوش‌کوماروم ۷۵٫۶۷ کیلومتر مربع مساحت و ۲٬۳۴۶ نفر جمعیت دارد.